# Roberto Unda
Roberto Unda (ur. 1 kwietnia 1973) – wenezuelski judoka.
Startował w Pucharze Świata w 1995. Srebrny medalista igrzysk Ameryki Środkowej i Karaibów w 1993 roku.